# Izgubljeni raj
Izgubljeni raj (eng: Paradise Lost) herojski je ep engleskog pisca Johna Miltona. U djelu je glavni junak antijunak Sotona. "Izgubljeni raj" prvo je objavljen 1667. u 10 dijelova; inačica iz 1674. objavljena je u 12 dijelova. 
Tema epa Izgubljeni raj je teodicejski problem: kako čovjek, ako je Bog dobar i svemoćan, objašnjava zlo. Odgovor koji ep daje kao rješenje problema jest da se čovjek ne bi mogao promijeniti kad ne bi počinio grijeh. To je dio Božjeg plana. Ipak dok Sotona nije sreo anđela Gabriela, vjerovao je da dijeli vlast s Bogom. U njihovu razgovoru Gabriel mu objašnjava da je taj slučaj dio Božjeg plana i da njegova vlast nad pola svijeta ne bi bila izvediva da sâm Bog nije tako izabrao.

## Vanjske poveznice
- http://www.paradiselost.org/  Arhivirana inačica izvorne stranice od 16. travnja 2010. (Wayback Machine)
- https://web.archive.org/web/20180101060849/http://dore.artpassions.net/